# 丁治磐
丁治磐（1894年1月19日—1988年3月8日），字似庵、石安，齋號補閒齋，著名軍人、詩人、書法家。

## 生平

### 早年
丁治磐生於大清江蘇省東海縣，初名介石，參軍後更名。清末習文應科舉。辛亥革命前夕，南京江南高等学堂始业未久，投笔从戎，投入顾忠琛部。1912年3月考入江苏陆军讲武堂步兵科一期，11月毕业授少尉，分在陆军第十六师赵念伯（赵声的弟弟）旅任排长。1916年11月江苏陆军军官教导团正班一期结业后在陆军第76混成旅步兵一五一团（旅长张仁奎，兼通州镇守使），驻防南通、海门一带。

### 北伐
北伐战争时任直鲁联军徐源泉部上校参谋长。1928年冬，徐源泉部缩编为第48师，丁随徐师调往湖北地区。1929年12月，徐源泉部编为国民革命军第十军，丁任军参谋长。1931年5月任第十军41师121旅旅长，与黄百韬为同僚。参与“围剿”湘鄂西苏区和鄂豫皖苏区。1931年12月7日，丁治磐給予三等寶鼎勛章。1933年4月20日，丁治磐晉給二等寶鼎勛章。1933年10月考入陆军大学第十二期，1936年11月毕业后回任第十军参谋长。

### 抗戰
抗日戰爭時，1937年11月9日，任陸軍第41師中將師長。1942年1月26日擢升第二十六軍中將軍長。1944年秋冬的桂柳会战因指挥第26军作战不力，柳州潰败，被撤职留任。1945年5月复职，兼任第二十七集團軍副總司令。1945年12月4日任陸軍第四方面軍副司令官，1945年12月13日，改任爲第二綏靖區副司令官。1946年春至青島組建第二绥靖区膠東指揮部，兼青島警備司令。1947年12月，成立第十一綏靖區任綏靖司令官，轄山東濰縣以東地區。

### 戡亂
1948年9月1日接替王懋功为江苏省府主席兼保安司令。以徐樹錚之子徐道隣为省府秘书长。1949年初兼任京沪杭警备总司令部副总司令（司令汤恩伯）、国民党江苏省党部主任委员。1949年2月21日，浙江省主席陳儀被捕，第一綏靖區司令官周碞接任浙江省主席，丁治磐再兼第一綏靖區司令官。1949年4月渡江战役时，江苏省地方部队组建的国民革命军暂编第一军从崇明岛完整地撤退嵊泗列岛。在枸杞岛率领江苏省政府，组建“江苏人民反共自卫救国军”任总司令，向内地派遣建军干部。

### 晚年
中央政府遷台後，任總統府國策顧問。任“中华学术院”诗学研究所名誉所长。1988年3月8日因失足傷骨而逝世於臺北榮民總醫院，享年95歲。是年4月21日發引安葬於臺北縣萬里鄉萬壽山墓園。
著有《丁治磐日記》、《補閑齋詩稿》、《補閑齋集》等。

## 家庭
育兩子兩女。